# Llamp
|  | Per a altres significats, vegeu «Llamp (desambiguació)». |

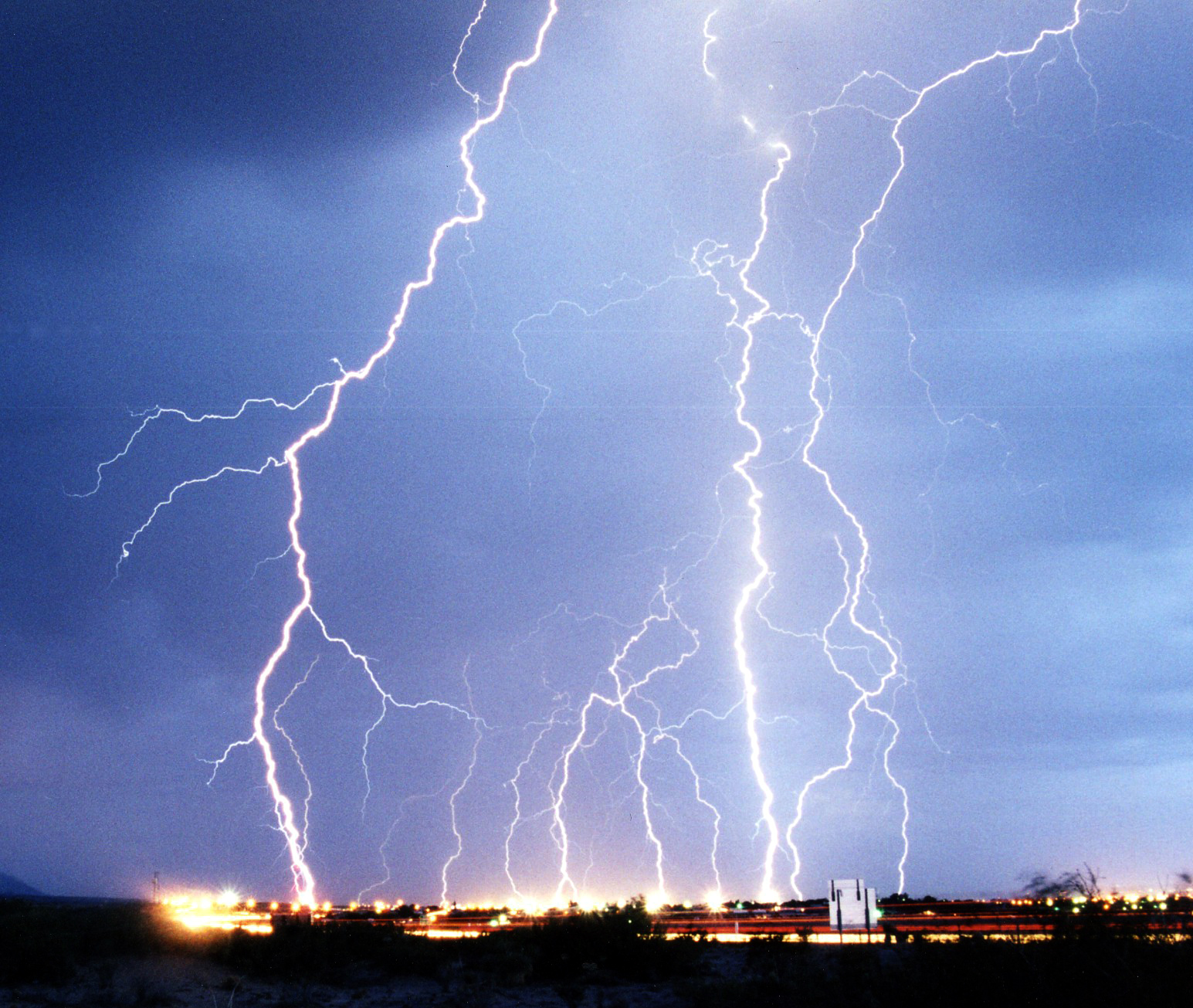
El cel llampegant en nit de tempesta

Evolució d'un llamp

Un llamp, llampec o llucet és un intercanvi d'energia elèctrica, amb una durada total al voltant de mig segon, que es genera entre el núvol de tempesta i el terra, dins del mateix núvol o entre núvols propers. La convecció atmosfèrica genera núvols de fort desenvolupament vertical, els cumulonimbes, que s'electrifiquen a mesura que van creixent. Quan el camp elèctric és prou intens, s'origina una descàrrega elèctrica que actua com a pont entre diferents regions de càrrega, dins del núvol o bé entre el núvol i la superfície.
La descàrrega produeix un escalfament i expansió sobtats de l'aire al seu voltant, que es tradueix en un so característic: el tro. D'altra banda, la resplendor que produeix el llamp s'anomena llampec. El tro i el llampec són els principals signes d'identitat del fenomen. Un fenomen poc freqüent és l'anomenat llamp en bola o llamp globular, sembla un globus de foc, de 5 a 20 cm de diàmetre, que sura a l'atmosfera i presenta moviments pausats, com si fos arrossegat pels corrents d'aire. Sol acabar en una explosió que el fa desaparèixer sense deixar rastre.

## Observació
Els llamps i els trons van sempre associats a les tempestes. Si la tempesta passa pel punt d'observació o als voltants, l'observador anotarà el meteor “tempesta”. Ara bé, quan la tempesta té lloc en un indret allunyat del punt d'observació, llavors s'anotarà qualsevol d'aquests dos meteors si és que s'observen. L'observador també ha de tenir clar que no s'anota llamps o trons (un dels fenòmens o tots dos) quan la tempesta s'acosta o s'allunya, sinó que només cal anotar tempesta quan és a sobre de la zona d'observació.
El llamp és un meteor fugaç, fet que en dificulta l'observació i la descripció. S'origina amb una guia descendent, que es ramifica a mesura que es propaga cap a la superfície. En establir contacte, es produeix una descàrrega de retorn, en forma de fort corrent, que neutralitza la càrrega elèctrica dipositada al canal per la guia descendent. Si bé en la meitat dels casos el fenomen s'acaba aquí, en l'altra meitat el llamp presenta més d'una descàrrega de retorn. Ara bé, el temps entre descàrregues successives és de l'ordre dels mil·lisegons i a simple vista no es poden diferenciar les descàrregues, com a molt l'observador pot percebre un efecte de parpelleig. Així mateix, alguna d'aquestes descàrregues secundàries pot prendre un camí lleugerament diferent de la primera, impactant en un punt diferent. Per tant, un mateix llamp pot generar danys en més d'un lloc.
Combinant la direcció de propagació del llamp i la polaritat de la càrrega que transporta, es poden definir bàsicament quatre tipus de llamps. La gran majoria de llamps són descendents, si bé en alguns casos s'originen a la superfície i pugen cap al núvol. L'efecte punta que generen les torres de comunicacions o altres estructures que sobresurten de la superfície, combinat amb una base dels núvols poc elevada propicia aquest tipus de llamps ascendents.
D'altra banda, els llamps poden ser de polaritat negativa o positiva. Els positius només representen entre el 10 i el 20% del total, però es consideren més perillosos. S'acostumen a originar a la part alta del núvol de tempesta, tenen un recorregut més llarg i poden impactar en zones més allunyades del nucli de precipitació, agafant-nos més desprevinguts. Es diferencien dels negatius per no presentar l'estructura ramificada, sinó un únic canal.

## Tipus
Hi ha tres tipus principals de llamps, definits segons els "extrems" d'un canal flaix.
- Intranúvol (IN) en anglès Intracloud (IC), que es troba dins d'un únic núvol de tempesta.
- Núvol-núvol (NN) en anglès cloud to cloud (CC) o intercloud, que comença i acaba entre dos núvols de tempesta diferents.
- Núvol-terra (NT) en anglès (CG cloud to ground), que s'origina en el núvol de tempesta i finalitza en una superfície de la terra, però també pot ocórrer en la direcció inversa, que és terra a núvol.

Hi ha variacions de cada tipus, com els flaixos CG "positius" versus els "negatius", que tenen característiques físiques diferents de les que es poden mesurar. Els diferents noms comuns que s'utilitzen per descriure un particular raig d'esdeveniments es poden atribuir als mateixos o diferents esdeveniments.

## Cultura
El llamp és el símbol de molts déus, entre ells Júpiter, Zeus i Thor. Acostumen a ser divinitats "pares" o "caps" dels panteons respectius.
A França o Itàlia és la imatge usada per descriure l'amor sobtat, com la fletxa de Cupido a Espanya o Anglaterra. Significa masculí entre diverses tribus ameríndies.

## Història
Els raigs probablement van aparèixer en la Terra molt abans que la vida, fa més de 3.000 milions d'anys. A més, probablement els raigs van ser fonamentals per a la formació de les primeres molècules orgàniques, essencials per a l'aparició de les primeres formes de vida. Des del començament de la història els llampecs han fascinat als éssers humans. El foc que produeixen els raigs quan colpegen el sòl hauria estat l'origen de la seva domesticació, i seria utilitzat per a mantenir-los calentes durant la nit, a més de mantenir allunyats als animals salvatges. L'home primitiu hauria llavors buscat respostes per a explicar aquest fenomen, creant supersticions i mites que es van incorporar a les religions més antigues.

### Importància biològica
Des de la biologia es creu que els raigs van tenir un paper important en l'aparició de la vida en la Terra. Per mitjà de diferents experiments com ara el de Miller-Urey es va demostrar que, en una atmosfera primitiva, les descàrregues elèctriques podien haver generat les reaccions necessàries per a crear les primeres molècules de la vida i les bases que la conformen com ara els Aminoàcids (molècules fonamentals en tot sistema biològic).

### Recerca científica

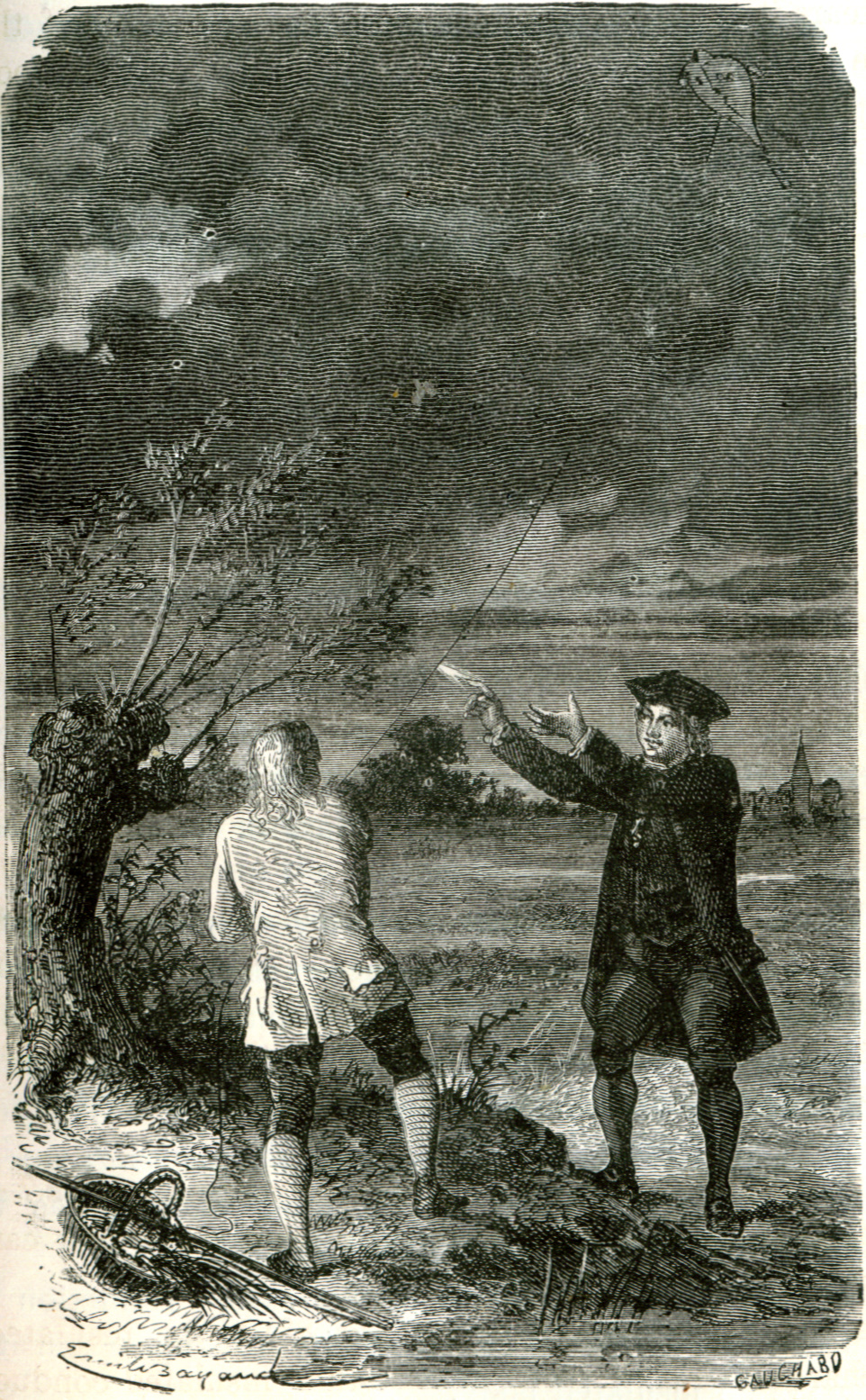
Representació de l'experiment de Benjamin Franklin en el, en la qual les espurnes induïdes per la tempesta surten del fil conductor fins al seu dit. L'any 1752 intuí que els núvols de tempesta estan carregats elèctricament quan veié brillar un tros de metall col·locat a l'extrem d'un estel enlairat en dia de pluja.

En les cultures europees modernes, la primera explicació científica coneguda va ser escrita pel filòsof grec Aristòtil, en el segle iv aC, atribuint la tempesta a la col·lisió entre dos núvols i el llamp al foc exhalat per aquests núvols. No obstant això, els primers estudis sistemàtics no es van dur a terme fins a 1752, en Marly-la-Ville, prop de París, quan Thomas-François Dalibard va atreure els raigs per mitjà d'una alta barra de ferro aïllada del sòl per ampolles de vidre. Aquest experiment va demostrar la naturalesa elèctrica de la descàrrega. Posteriorment es van dur a terme nombroses proves. Una de les més conegudes és la de Benjamin Franklin, qui va utilitzar estels i globus per a aixecar fils conductors, que van generar petits llampecs gràcies al camp elèctric existent en els núvols.
Franklin també va demostrar que els llamps es manifestaven «amb major freqüència en la forma negativa de l'electricitat, però a vegades apareixen en la forma positiva». A més, el científic va proposar l'ús de grans varetes de metall per a protegir-se contra els llamps, que segons ell, farien passar l'electricitat de manera silenciosa des del núvol al sòl. Més tard, es va adonar que aquestes varetes no influïen en les càrregues elèctriques presents en els núvols, sinó que de fet atreien els llamps. Finalment, es va adonar que, si bé no es podien evitar les descàrregues elèctriques, almenys podia atreure-les a un punt en el qual no hi hauria perill, la qual cosa es coneix com a parallamps. Per a demostrar l'efectivitat de les seves idees, Franklin va reunir a centenars de persones prop de Siena, Itàlia, en 1777, en un lloc sovint aconseguit per un raig. Després d'instal·lar el parallamps, la multitud va observar com el llamp colpejava la barra de metall, sense danyar-la.
En 1876, James Clerk Maxwell va proposar la creació de dipòsits per a la pólvora negra que estiguessin completament embolicats en una capa de metall per a evitar que els raigs detonessin el compost. Quan un llamp colpejava aquest dipòsit, el corrent elèctric romania en aquesta capa exterior i no arribava a la pólvora. Aquest sistema es coneix ara com gàbia de Faraday. També es pot utilitzar un sistema de reixeta; no obstant això, com més gran sigui la distància entre conductors, menys efectiva serà la protecció. Combinacions entre el parallamps de Franklin i la caixa de Faraday encara s'utilitzen en el segle xxi per a protegir edificacions, especialment on es troben dispositius electrònics sensibles.
L'aparició de la fotografia i de l'espectroscòpia al final del segle xix va ser de gran importància en l'estudi dels raigs. Diversos científics van utilitzar l'espectre generat pels raigs per a estimar la quantitat d'energia involucrada en el procés físic que tenia lloc durant un període de temps molt curt. L'ús de la càmera fotogràfica també va permetre descobrir que els llamps tenen dos o més fluxos elèctrics. El desenvolupament de nous dispositius en el segle xx, com els oscil·loscopis i els mesuradors de camps electromagnètics, permet una comprensió més completa de l'origen i l'aparició de descàrregues.

## Llamp de foc
Els incendis forestals intensos, com els observats a la temporada d'incendis forestals australiana 2019-2020, poden crear els seus propis sistemes meteorològics que poden produir llamps i altres fenòmens meteorològics. Calor intensa d'un incendi fa que l'aire pugi ràpidament dins de la columna de fum, provocant la formació de pirocumulonimbus núvols. Aquest aire turbulent i ascendent atreu l'aire més fresc, ajudant a refredar la columna. La columna creixent es refreda encara més per la pressió atmosfèrica més baixa a gran altitud, permetent que la humitat que hi ha es condense en núvols. Els núvols de pirocumulonimbus es formen en una atmosfera inestable. Aquests sistemes meteorològics poden produir llamps secs, tornades de foces, vents intensos i calamarsa bruta.

## Dades de ferits i morts
El llamp directe més mortal es va produir quan 21 persones van morir mentre s'agrupaven per seguretat en una barraca que va ser colpejada (1975, Rhodèsia).
El llamp indirecte més mortífer va ser el llamp Dronka, l'any 1994. 469 persones van morir quan un llamp va colpejar un conjunt de dipòsits de petroli l'any 1994, provocant que el petroli cremat inundés una ciutat (1994, Dronka, Egipte).
Als Estats Units, entre 2012 i 2021, una mitjana de 23 persones van morir per llamps a l'any.

## Llamps extraterrestres
Les descàrregues elèctriques atmosfèriques no són exclusives de la Terra. En diversos altres planetes del Sistema Solar, ja s'ha confirmat l'existència de raigs d'intensitat variable. D'aquestes observacions es desprèn que la probabilitat d'ocurrència de descàrregues elèctriques està directament associada amb la presència d'aigua en l'atmosfera, encara que no és l'única causa.
A Venus, es van sospitar descàrregues a causa de la seva atmosfera espessa, la qual cosa va ser confirmat per l'enviament de la sonda Venus Express. A Mart ja s'han detectat signes directes d'aparició de descàrregues elèctriques. Possiblement són causades per les grans tempestes de sorra que ocorren en el planeta. Segons els investigadors, l'activitat elèctrica marciana té implicacions importants perquè modifica la composició de l'atmosfera, la qual cosa afecta l'habitabilitat i als preparatius de l'exploració humana.
A Júpiter, diverses missions han permès observar descàrregues elèctriques a les regions equatorials i polars. Les tempestes són causades allí per convecció, com en la Terra. Els gasos, inclòs el vapor d'aigua, s'eleven des de les profunditats del planeta, i les petites partícules, quan es congelen, freguen entre si, generant així una càrrega electroestàtica que es descarrega en forma de llamp. Com les tempestes de Júpiter són molt més grans i intenses que les terrestres, el llamp és molt més potent. La intensitat és fins a deu vegades major que qualsevol raig ja registrat en el nostre planeta. Sobre Saturn, el raig és molt menys comú. No obstant això, l'aparició de grans sistemes tempestuosos provoca l'aparició de descàrregues que superen deu mil vegades l'energia dels llamps terrestres. Per contra, a Tità, un dels seus satèl·lits naturals, fins a la data no s'ha registrat cap descàrrega elèctrica malgrat una atmosfera espessa i activa.